# 保靖县
保靖县位于中国湖南省西部、是湘西土家族苗族自治州下辖的一个县。国内生产总值97,380万元（2004年），人口为23.88万人，县人民政府駐迁陵镇魏竹路。区域总面积为1,754.6平方公里。

## 历史
- 汉高祖五年(前202)，时称迁陵县，县治设今龙溪乡乳香岩(四方城)，属武陵郡。
- 五代梁开平元年（907年）为保静州。
- 元初改保靖州，属新添葛蛮安抚司；至正二十六年（1366年），改为保靖州军民安抚司。
- 清雍正七年（1729年）“改土归流”，废除土司制，设置保靖县，县治迁陵。
- 民国时期，先属辰沅道，后属第八行政督察区。
- 1949年11月7日，全县解放，属湘西行署永顺专区。
- 1952年8月改属湘西苗族自治区。

## 人口
湘西州第七次全国人口普查主要数据公报显示：保靖县常住人口为238792人，男性人口占比52.05%，女性人口占比47.95%，年龄结构中0-14岁占比19.41%，15-59岁占比59.13%，60岁以上占比21.46%，65岁以上占比17.65%。
全县人口为286,612人（2003年），主要民族为土家族、苗族和汉族，其中土家族156,133人，苗族62,399人。

## 地理
保靖县的坐标为东经109°12′～109°50′，北纬28°24′～28°55′，东西长62.公里，南北宽57.4公里。北接龙山县，东临永顺县和古丈县，南界花垣县和吉首市，西部和重庆市的秀山县相连。
地形呈西北、东南高，中间低的马鞍形，武陵山脉斜贯县境。最高白云山白云寺，海拔1320.5米；最低迁陵水滩点，海拔200.5米。主要河流为酉水和武水。境内发现4.36亿年前的灵动土家鱼（Tujiaaspis vividus）。

## 行政区划
保靖县下辖10个镇、2个乡：
普戎镇、复兴镇、迁陵镇、清水坪镇、比耳镇、毛沟镇、水田河镇、葫芦镇、碗米坡镇、吕洞山镇、阳朝乡和长潭河乡。

## 政治

### 现任领导
| 机构     | 保靖县人民政府 县长 | · 中国共产党 · 保靖县委员会 · 书记 | 保靖县人民代表大会 常务委员会 主任 | · 中国人民政治协商会议 · 保靖县委员会 · 主席 |
| -------- | ------------------- | ---------------------------------- | ---------------------------------- | -------------------------------------------- |
| 姓名     | 郭应湘              | 周建武                             | 尹海霞                             | 石远定                                       |
| 民族     | 汉族                | 汉族                               | 汉族                               | 汉族                                         |
| 出生地   | 湖南省桂东县        | 湖南省涟源市                       | 湖南省保靖县                       |                                              |
| 出生日期 | 1979年6月（45歲）   | 1977年11月（47歲）                 | 1977年12月（47歲）                 |                                              |
| 就任日期 | 2024年7月           | 2024年6月                          | 2021年10月                         | 2021年10月                                   |

## 交通
- 209国道过境。

## 资源

### 矿产
矿产资源有白云石、紫砂陶、镁、硫铁矿、磷矿、大理石、硅石等。

## 古迹
境内有汉代四方城遗址、摩天石刻、首八峒八部大王庙、魏家寨西汉古城、里耶秦简等历史文化遗存。